# Chamanna Coaz
La Chamanna Coaz CAS è un rifugio si trova nella Val Roseg, laterale dell'Engadina, nel Cantone dei Grigioni, nel Massiccio del Bernina (Alpi Retiche occidentali), a 2.610 m s.l.m.

## Storia
- 1877 – 1925 Chamanna Mortèl, piccolo rifugio di sassi, capienza 10 persone.
- Nel 1920 passa dalla sezione CAS Bernina alla sezione Rätia
- Nel 1926 costruzione della Chamanna Coaz I, 2385 m s.l.m., capienza 30 persone, 2 piani, illuminazione con lampade a petrolio. Il rifugio è intitolato a Johann Coaz (1822 – 1918), il primo alpinista a scalare il Piz Bernina (1850)
- Nel 1946 fu costruita la linea telefonica.
- Nel 1951 si verificarono abbassamenti del pendio, causati dal ritiro del ghiacciaio.
- Nel 1964 costruzione della Chamanna Coaz II, a 2610 m s.l.m., a 3 piani, illuminazione con lampade a petrolio, telefono via onde ultracorte; la Chamanna Coaz I viene demolita.
- Nel 1982 ampliamento della Chamanna Coaz II, viene annesso un edificio a 2 piani, illuminazione con corrente solare
- Dal 2003 sono state installate alcune palestre di roccia.

## Caratteristiche e informazioni
Il rifugio ospita fino a 80 persone ed è aperto da metà marzo a metà maggio e da fine giugno a inizio ottobre

## Accessi
Accesso d'estate:
- sentiero dalla stazione intermedia della funivia Corvatsch (Surlej) per la Fuorcla Surlej, tempo di percorrenza 2 ore e 30.
- Da Pontresina tramite la strada sterrata per l'Hotel Roseg, tempo di percorrenza 2.5 ore; fino all'Hotel Roseg (7 km da Pontresina) si può andare anche con mountain bike o carrozza a cavallo.

Accesso d'inverno:
- con sci, dalla stazione a monte della funivia Corvatsch (Surlej) (Surlej), 1 ora
- con sci oppure racchette da neve, dall'Hotel Roseg (Pontresina), 3 ore

## Ascensioni
- Piz Roseg - 3.937 m

## Traversate
- Rifugio Marinelli Bombardieri (2813 m) in ore 5
- Chamanna Tschierva (2583 m) in ore 2